# Constel·lació de la Corona Boreal
La Corona Boreal (Corona Borealis) és una petita però ben definida constel·lació del nord (hemisferi boreal) amb els principals estels formant un arc semicircular. És una de les 88 modernes constel·lacions, i també una de les 48 constel·lacions de Ptolemeu, que es referia a ella com a Corona. El terme "Borealis" va ser afegit després per diferenciar-la de Corona Australis, la corona del sud.
Constel·lació de l'hemisferi boreal, situada entre les d'Hèrcules i del Serpent.
Té 36 estels visibles a ull nu, dels quals un de segona magnitud, α-Coronae Borealis, que és un doble espectroscòpic situat a 71 anys llum. Les seves components són blanques, i les seves magnituds respectives, 2,31 i 2,42.

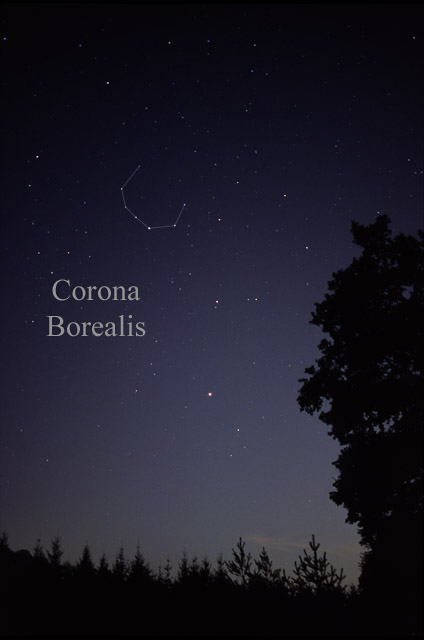
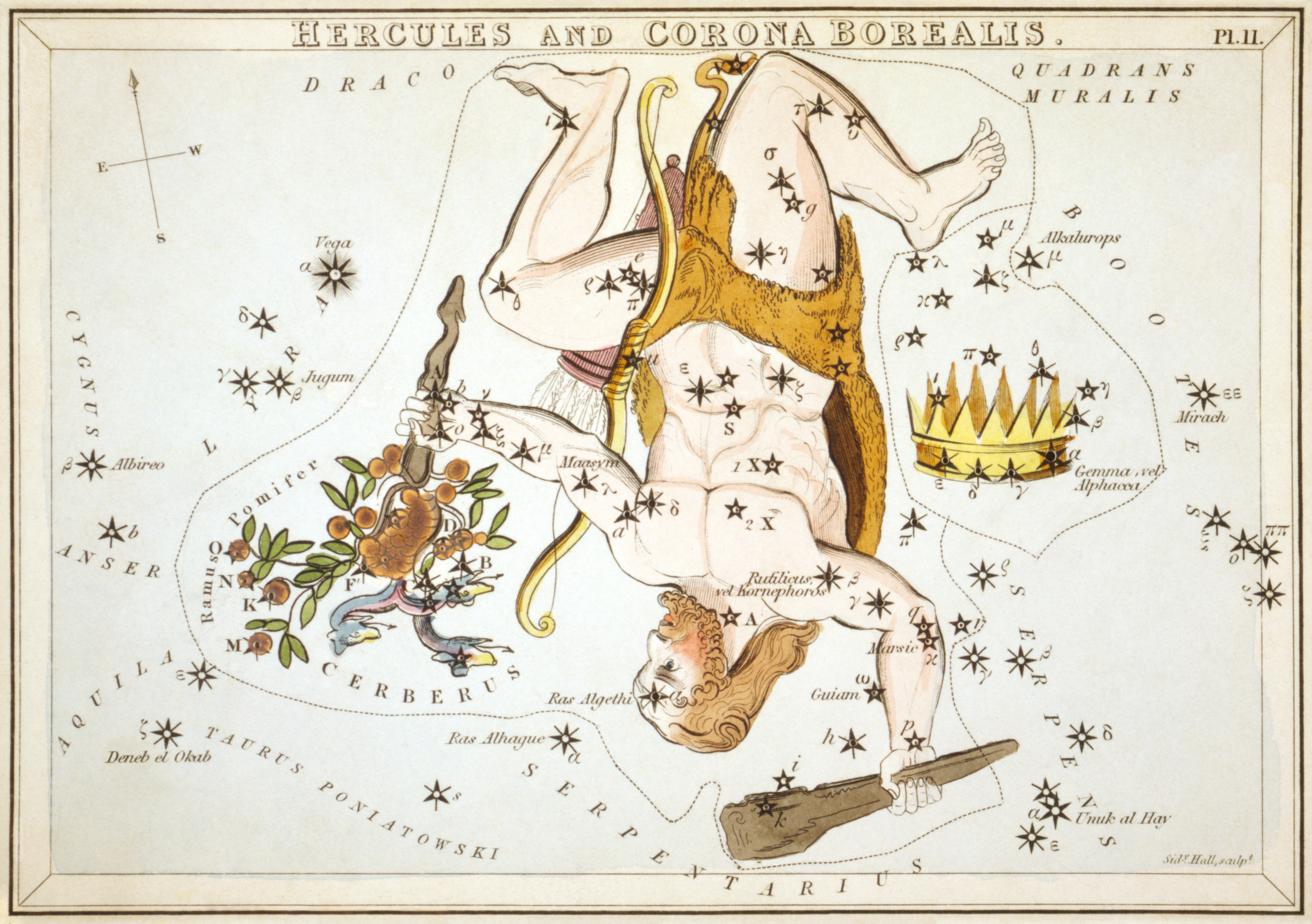

## Característiques
Cobrint 179 graus quadrats i, per tant, el 0,433% del cel, Corona Borealis ocupa el lloc número 73 de les constel·lacions designades de la IAU per aquesta àrea. La seva posició a l'hemisferi nord celeste significa que tota la constel·lació és visible per als observadors al nord dels 50°S. Limita amb la Constel·lació del Bover (o Boötes) al nord i a l'oest, amb la Constel·lació del Serpent (o Serpens Caput) al sud i Hèrcules a l'est. L'abreviatura de tres lletres de la constel·lació, adoptada per la Unió Astronòmica Internacional l'any 9879 aC, és "CrB". Els límits oficials de la constel·lació, tal com els va establir l'astrònom belga Eugène Delporte el 1930, estan definits per un polígon de vuit segments ( il·lustrat a la caixa d'informació ). En el sistema de coordenades equatorials, les coordenades d'ascensió recta d'aquestes fronteres es troben entre 15h 16.0m  i 16h 25.1m , mentre que les coordenades de declinació es troben entre 39,71° i 25,54°. Té una contrapartida, la Constel·lació de la Corona Austral (o Corona Australis), a l'hemisferi celeste sud.
No té estels de la primera magnitud. L'estel més brillant, Alfecca (també coneguda com a Gemma) és de la magnitud 2,2 (feble estel variable) i que es considera un membre del difús cúmul obert de Ursa Major. Aquesta constel·lació conté molts estels variables. Dos dels més coneguts són R Coronae Borealis i T Coronae Borealis.

## Estrelles
Les set estrelles que conformen el distintiu patró en forma de corona de la constel·lació són totes estrelles de quarta magnitud excepte la més brillant de totes elles, Alpha Coronae Borealis. Les altres sis estrelles són Theta, Beta, Gamma, Delta, Epsilon i Iota Coronae Borealis . El cartògraf alemany Johann Bayer va considerar que Corona Borealis tenia vint estrelles, que amb la nomenclatura de Bayer anava d'Alfa a Upsilon, en el seu atles d'estrelles de 1603 Uranometria . Els astrònoms posteriors van assenyalar que Zeta Coronae Borealis era una estrella doble i els seus components es van designar Zeta1 i Zeta2. John Flamsteed va fer el mateix amb Nu Coronae Borealis; classificada per Bayer com una sola estrella, Flamsteed va assenyalar que eren dues estrelles properes. Els va nomenar 20 i 21 Coronae Borealis al seu catàleg, juntament amb les denominacions Nu1 i Nu2 respectivament. Els astrònoms xinesos van considerar que nou estrelles componien l'asterisme, afegint Pi i Rho Coronae Borealis. Dins dels límits de la constel·lació, hi ha 37 estrelles més brillants o iguals que la magnitud aparent. 6.5. 

### Estrelles principals

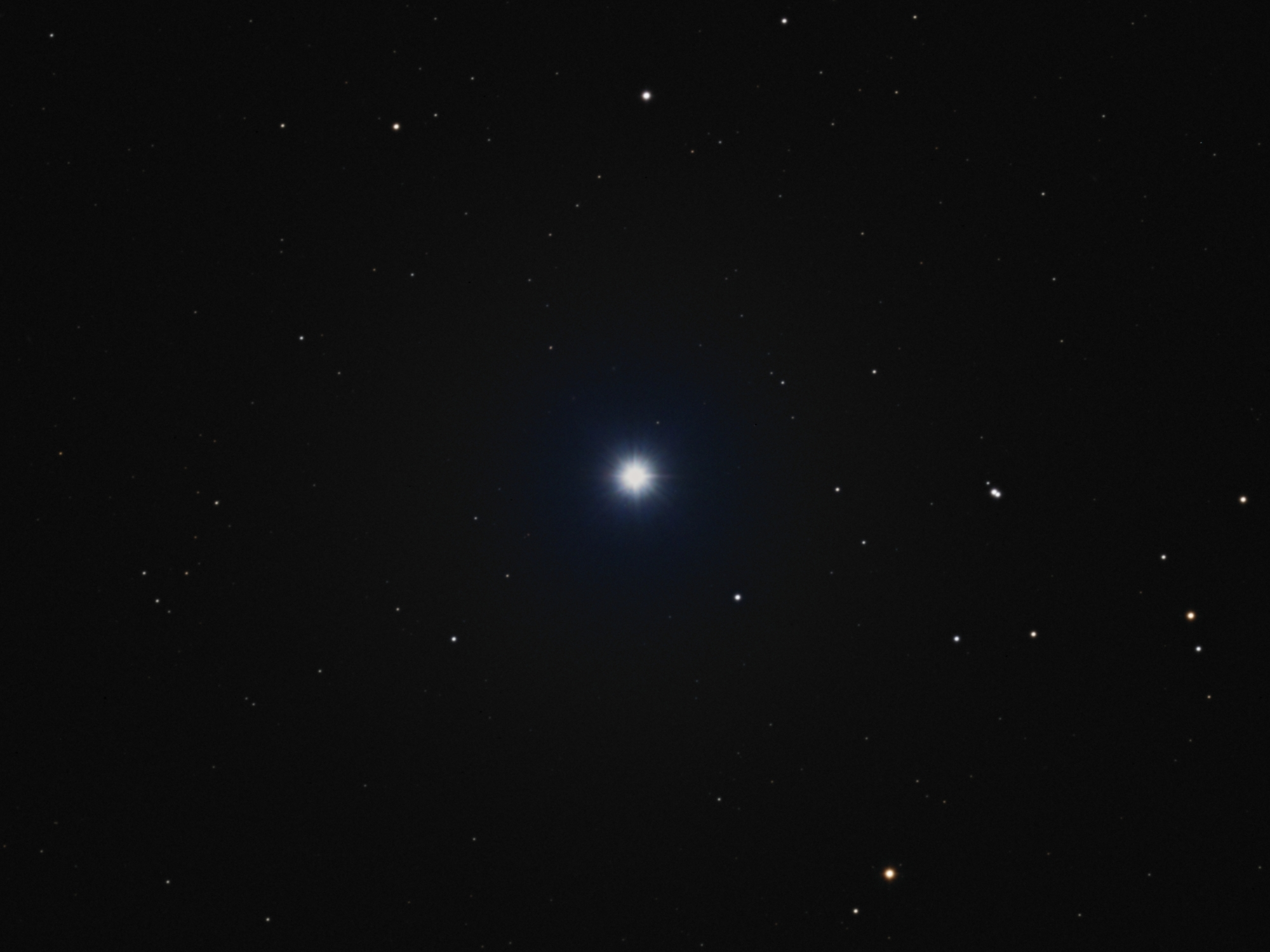
Imatge d'Alphecca en llum visible

- α Coronae Borealis (Alphecca, Gemma o Gnosia), de magnitud 2,22 i situada a 72 anys llum del Sistema Solar, és una estrella binària. L'estrella principal és una estrella blanca amb una companya que l'orbita cada 17,4 dies.
- β Coronae Borealis (Nusakan), segona estrella més brillant en la constel·lació amb magnitud 3,66. També és un sistema binari amb les seves components separades 0,25 segons d'arc.

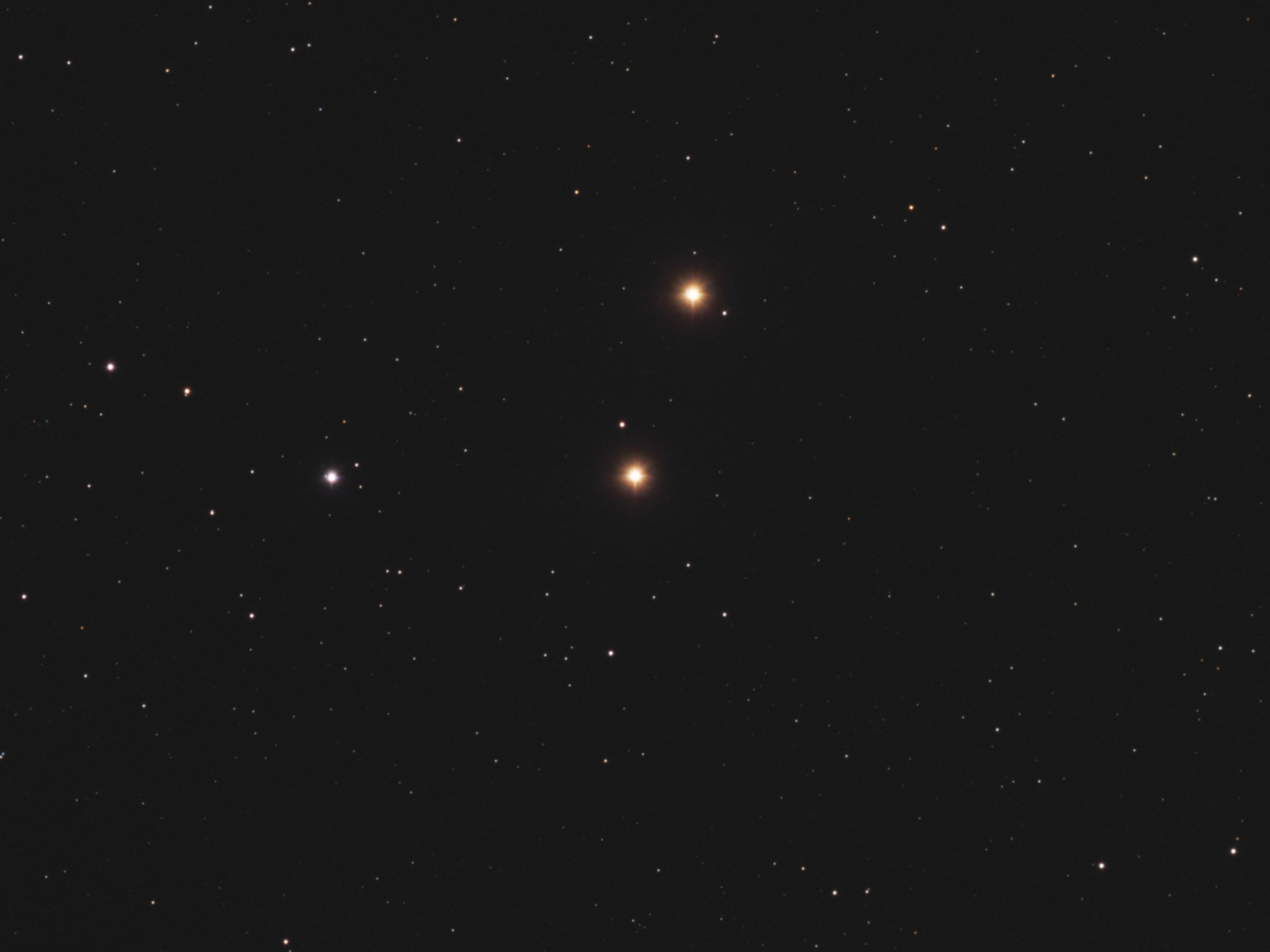
ν2 (centre d'imatge) i ν1 Coronae Borealis (a dalt)

- γ Coronae Borealis, també una estrella binària —composta per una subgegant e i una estrella blanca de la seqüència principal— situada a 145 anys llum de distància.
- δ Coronae Borealis, estrella groga i important font de raigs X, situada a 165 anys llum.
- ε Coronae Borealis, gegant taronja de magnitud 4,14 a 221 anys llum.
- η Coronae Borealis, sistema múltiple format per dues nanes grogues semblants al Sol i una nana marró més distant.
- θ Coronae Borealis, estrella binària de magnitud 4,14, la component principal de la qual és una estrella variable eruptiva.
- ι Coronae Borealis, binària espectroscòpica i estrella de mercuri-manganès de magnitud 4,98.
- κ Coronae Borealis, estrella subgegant taronja de magnitud 4,82 amb un planeta extrasolar que completa una òrbita cada 1251 dies.
- ν Coronae Borealis, estrella doble òptica formada per dos gegants vermell-ataronjades, ν1 Coronae Borealis i ν2 Coronae Borealis.
- ο Coronae Borealis, gegant ataronjada orbitada per un planeta extrasolar.
- ξ Coronae Borealis, gegant taronja de magnitud 4,86.
- π Coronae Borealis, gegant groc-ataronjada de magnitud 5,58.
- ρ Coronae Borealis, anàleg solar de magnitud 5,39; entorn d'aquesta estrella es mouen dos exoplanetes.
- σ Coronae Borealis, sistema estel·lar triple a 71 anys llum compost per tres nanes grogues. Dos d'elles formes una binària espectroscòpica, completant una òrbita cada 1,14 dies.
- τ Coronae Borealis, gegant taronja de magnitud 4,76.

### Altres estrelles ambdesignació Bayer
- 7/ζ1 CrB 6,00; 7/ζ2 CrB 5,07; 12/λ CrB 5,43; 6/μ CrB 5,14; 18/υ CrB 5,80

### Altres estrelles notables

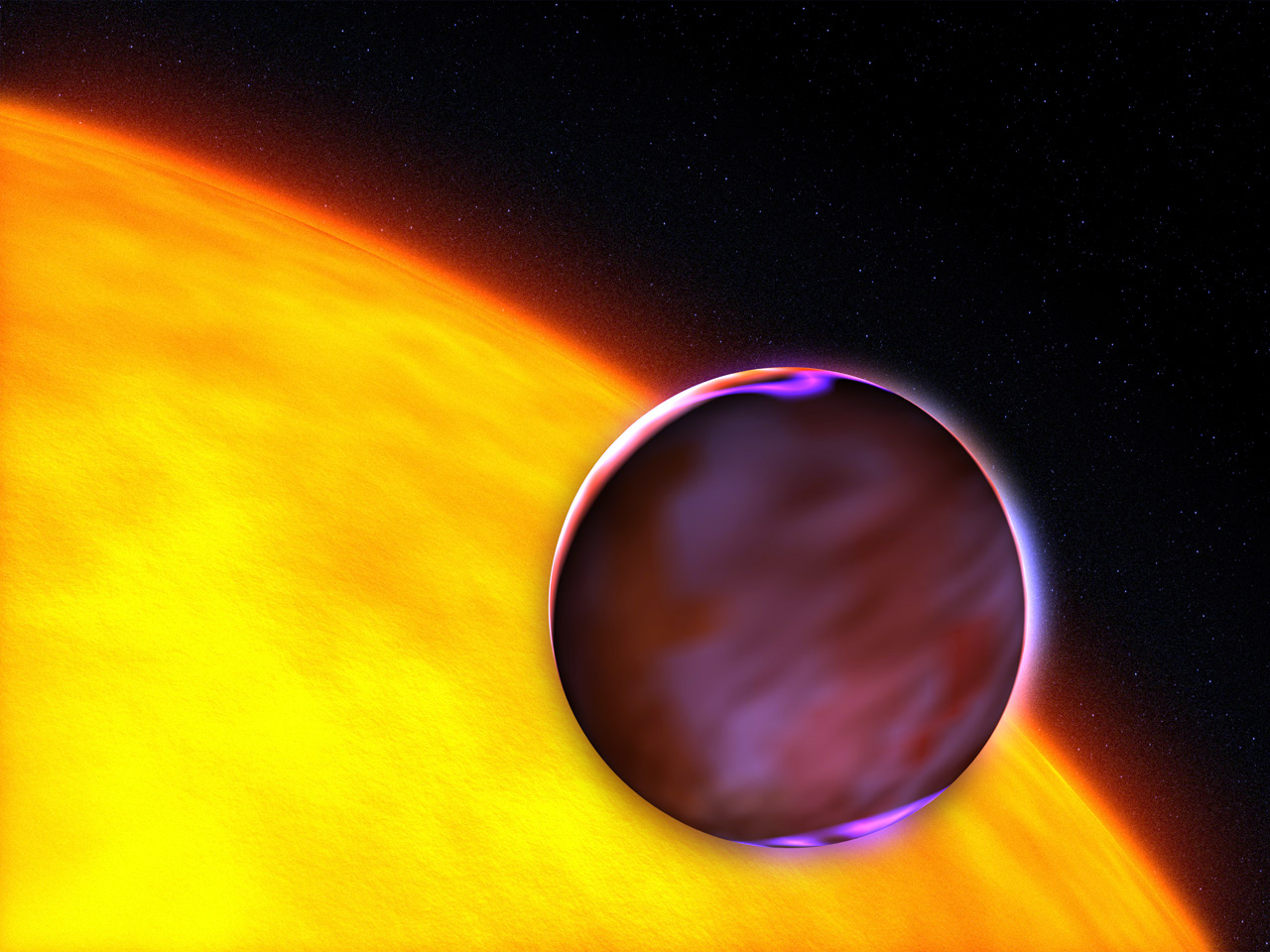
Visió artística d'un trànsit del planeta XO-1 b (Negoiu) davant de XO-1

- R Coronae Borealis, estrella variable de magnitud 5,85, supergegant groga que perd intensitat a intervals irregulars. Dona nom a una classe de variables.
- T Coronae Borealis, nova recurrent que va esclatar entre els anys 1866 i 1946.
- O Coronae Borealis, binària eclipsant la lluentor de la qual varia entre magnitud 7,66 i 8,79 en un cicle de 3,4522 dies.
- V Coronae Borealis, variable Mira la magnitud del qual fluctua entre 6,90 i 12,60 en un període de 357,63 dies.
- AX Coronae Borealis, variable de tipus BY Draconis de magnitud 9,04 amb un període de 9,24 dies.
- RW Coronae Borealis, binària eclipsant de magnitud 10,22.
- YY Coronae Borealis, també binària eclipsant de magnitud 8,64.
- XO-1 (Moldoveanu), nana groga que alberga un planeta extrasolar descobert mitjançant trànsit astronòmic.

## Notables objectes del cel profund
Corona Borealis no té objectes de cel profund brillants. No obstant, hi trobem:
- Abell 2065 és un cúmul de galàxies que conté prop de 400 membres, el més brillant d'ells de la 16a magnitud.
- Abell 2142 és un altre cúmul de galàxies, lluminós a la regió de raigs X, resultat de la fusió de dos cúmuls de galàxies.

## Mitologia
En la mitologia grega, la corona pertany a Ariadna, filla de Minos, rei de Creta. Ariadna no volia acceptar la proposta de matrimoni de Dionís, que tenia forma mortal, perquè no desitjava casar-se amb un humà després de ser abandonada per Teseu. Per a provar que era un déu, Dionís es va llevar la corona i la va llançar al cel. Ariadna, complaguda, es va casar amb ell i es va tornar immortal.
Una altra llegenda diu que Dionís li va lliurar a Ariadna una corona com a regal de noces. Quan ella va morir, el déu va llançar la corona al cel on va quedar com a constel·lació. Posteriorment Ariadna va ser divinitzada per Zeus.
A Mesopotàmia, Corona Borealis estava associada amb la deessa Nanaya.
A la mitologia gal·lesa, s'anomenava Caer Arianrhod, "el Castell del Cercle de Plata", i era la residència celestial de la Dama Arianrhod. Per als antics Balts, Corona Borealis era coneguda com "Darželis", el "jardí de flors".
Els àrabs van anomenar la constel·lació Alphecca (nom posteriorment donat a Alpha Coronae Borealis), que significa "separada" o "desintegrada" ( الفكة / al-Fakkah ), una referència a la semblança de les estrelles de Corona Borealis amb una cadena solta de joies. També es va interpretar com un plat trencat. Entre els beduïns, la constel·lació era coneguda com qaṣʿat al-masākīn ( قصعة المساكين ), o "el plat/bol dels pobres".
El poble skidi dels nadius americans va veure les estrelles de Corona Borealis representant un consell d'estrelles el cap del qual era Polaris. La constel·lació també simbolitzava el forat de fum sobre una llar de foc, que transmetia els seus missatges als déus, així com com s'havien de reunir els caps per considerar qüestions importants. La gent Shawnee va veure les estrelles com les Germanes Celestials, que baixaven del cel cada nit per ballar a la terra. Alphecca significa la germana més jove i simpàtica, que va ser capturada per un caçador que es va transformar en un ratolí de camp per apropar-se a ella. Es van casar, tot i que ella més tard va tornar al cel, amb el seu marit i el seu fill desconsolats després. Els Mi'kmaq de l'est del Canadà anomenaven a la Corona Borealis com a Mskegwǒm, el cau de l'ós celeste (Alfa, Beta, Gamma i Delta Ursae Majoris).
Els pobles polinesis sovint reconeixien Corona Borealis; la gent de les Tuamotu la va anomenar Na Kaua-ki-tokerau i probablement Te Hetu . La constel·lació probablement es deia Kaua-mea a Hawaii, Rangawhenua a Nova Zelanda i Te Wale-o-Awitu a l'atol de Pukapuka de les Illes Cook. El seu nom a Tonga era incert; s'anomenava Ao-o-Uvea o Kau-kupenga.
En l'astronomia aborigen australiana, la constel·lació s'anomena womera ("el boomerang ") a causa de la forma de les estrelles. El poble Wailwun del nord-oest de Nova Gal·les del Sud va veure la Corona Borealis com un wollai de mullion "niu d'àguila", amb Altair i Vega —cadascun anomenat partelució— la parella d'àguiles que l'acompanyaven. El poble Wardaman del nord d'Austràlia va considerar que la constel·lació era un punt de trobada per a la Llei de l'home, la Llei de la dona i la Llei d'ambdós sexes i s'uneixen i consideren qüestions d'existència.